# Ikastola

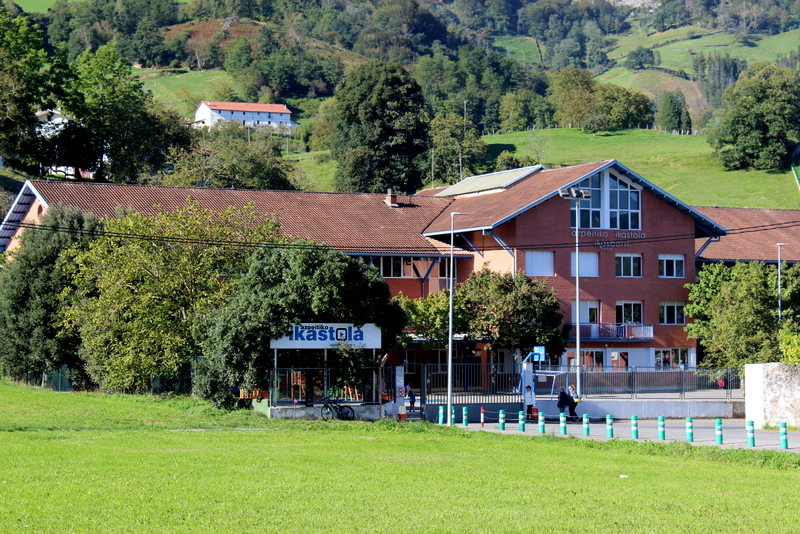
Une Ikastola à Azpeitia (Gipuzkoa)

L'ikastola (pluriel basque : ikastolak) est une école de statut associatif du Pays basque, dont l'enseignement est majoritairement pratiqué en basque.
Les ikastolas sont rassemblés dans une fédération, Seaska (dont le nom signifie « berceau » en basque).

## Histoire
La première école du côté français a été fondée en 1969 à Arcangues par une mère de trois enfants, Claire Noblia. Le premier élève fut Aitor Arandia.
En France, les premiers accords avec l'Éducation nationale se conclurent en 1982. En 1994, un protocole d'accord de prise en charge financière par l'État d'une partie des enseignants fut établi.
En France, la fédération des ikastolas Seaska gère en 2021 38 établissements accueillant plus de 4 100 élèves : 11 maternelles, 20 primaires, 4 collèges et un lycée. Au total, selon l'enquête sociolinguistique de l'Office public de la langue basque (OPLB) de 2016, 41 % des élèves d'école primaire sont scolarisés dans une filière bilingue ou immersive au Pays basque, contre 24 % en 2004. Dans le secondaire, 38 établissements publics ou privés proposent un enseignement bilingue basque-français  (27 collèges et 11 lycées).
En Espagne, les ikastolas de Saint-Sébastien, créées en 1914, fermèrent après l'arrivée au pouvoir de Franco, avant de connaître un fort développement à partir de 1960, avec une légalisation progressive[réf. nécessaire].

## Organisation
Elle est principalement gérée par les parents d'élèves qui revendiquent sa vocation de service public.

## Enseignement

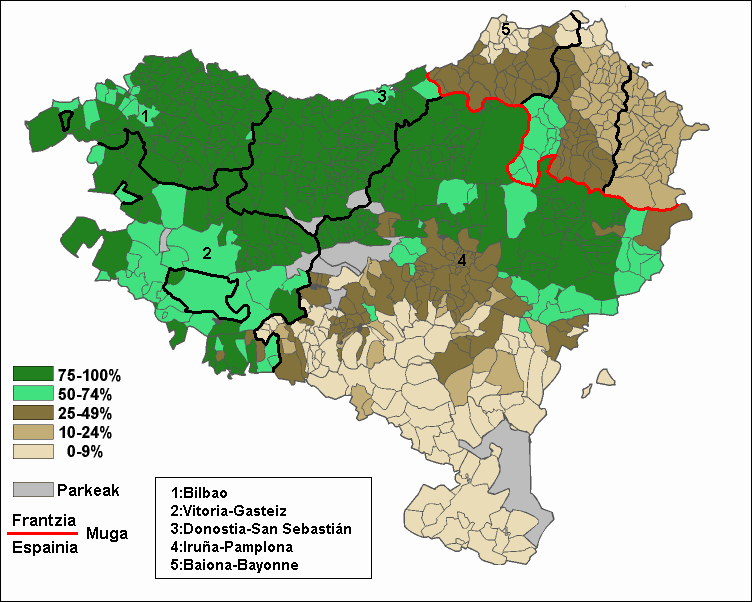
Pourcentage d'élèves inscrits avec une scolarité en basque. La ligne rouge démarque la frontière franco-espagnole.

Côté français, de la maternelle au cours élémentaire première année (CE1), la langue utilisée est le basque uniquement, puis commence l'enseignement du français, pour qu'à la fin de la scolarité primaire les enfants soient véritablement bilingues.

## Les fêtes
Dans chaque territoire historique, il est organisé une importante fête chaque année.
Les buts sont de collecter des fonds pour les investissements des fédérations d'ikastolas, de faire connaitre les ikastolas à l'occasion d'un évènement culturel fort.
Des dizaines de milliers de personnes se réunissent ainsi à l'occasion de chacune de ces fêtes :
- Kilometroak, au Guipuscoa
- Ibilaldia, en Biscaye
- Nafarroa Oinez (eu), en Navarre
- Araba Euskaraz (eu) en Alava
- Herri Urrats, au Pays basque français, se célèbre chaque année au lac de Saint-Pée-sur-Nivelle.
- Korrika, course traversant tout le Pays basque.